# عماعمه (روستا)
 عماعمه  (در عربی:  العَمَاعمه )
نام روستایی است در دهستان العَمّاریَه از توابع استان ذَمار در کشور یمن در شبه جزیره عربستان.

## جمعیت
جمعیت آن (۸۰ ) نفر (۸ خانوار) می‌باشد.